# Duleep Trophy 2023
Die Duleep Trophy 2023 war die 60. Ausgabe des indischen First-Class-Cricket-Wettbewerbes. Im Finale konnte sich South Zone gegen West Zone mit 75 Runs durchsetzen.

## Format
Erstmals seit der Saison 2014/15 nehmen wieder die Zonen-Teams an dem Wettbewerb teil. Die sechs Mannschaften spielten im K.-o.-System mit Viertelfinale, Halbfinale und Finale den Gewinner des Wettbewerbes aus.

## Resultate

### Viertelfinale
| 28. Juni – 1. Juli Scorecard | Alur | North Zone 540-8d (136) & 259-6d (55.1) | – | North East Zone 134 (39.2) & 154 (47.5) |
|                              |      | North Zone gewinnt mit 511 Runs         |   |                                         |

| 28. Juni – 1. Juli Scorecard | Bengaluru | Central Zone 182 (71.4) & 239 (87.5) | – | East Zone 122 (42.2) & 129 (41.2) |
|                              |           | Central Zone gewinnt mit 170 Runs    |   |                                   |

### Halbfinale
| 5. – 8. Juli Scorecard | Alur | West Zone 220 (92.5) & 297 (93.2) | – | Central Zone 128 (31.3) & 128-4 (35) |
|                        |      | Remis                             |   |                                      |

West Zone qualifizierte sich auf Grund des besseren Resultats nach dem ersten Innings für das Finale.
| 5. – 8. Juli Scorecard | Bengaluru | North Zone 198 (58.3) & 211 (56.4) | – | South Zone 195 (54.4) & 219-8 (36.1) |
|                        |           | South Zone gewinnt mit 2 Wickets   |   |                                      |

### Finale
| 12. – 16. Juli Scorecard | Bengaluru | South Zone 213 (78.4) & 230 (81.1) | – | West Zone 146 (51) & 222 (84.2) |
|                          |           | South Zone gewinnt mit 75 Runs     |   |                                 |